# Hässlunda
Hässlunda är kyrkbyn i Hässlunda socken i Helsingborgs kommun, belägen 15 kilometer öster om huvudorten Helsingborg och två kilometer söder om Mörarp. Hässlunda var till  2015 och är från 2023 av SCB klassad som en småort.

## Historia
Spår från forntiden i området kring samhället kan bland annat hittas i form av en domarring från yngre järnåldern, belägen vid gården Gustavsminne i söder. Domarringen har en diameter av 15 meter och består av 15 större klumpstenar. Ytterligare två domarringar finns i bygden. Själva orten härstammar troligen från 1200-talet, då det är denna tid som de äldsta delarna av kyrkan härstammar från. Åren 1367–99 skrevs ortnamnet Haslwnda och 1471 skrevs det Heslundhe. Förledet anspelar sannolikt på hässle, medan efterledet "-lunda" kan syfta på ordet offerlund. Möjligen har det därför förekommit olika ritualer knutna till den nordiska mytologin i trakten kring orten.
Under senare hälften av 1200-talet byggdes Hässlunda kyrka. Befolkningen i socknen uppgick år 1571 till 149 och antalet gårdar till 22. Inkomna landgilleafgifter från Hässlunda sjätting 1583/84, där även Laröd, Böketofta, Döshult, Stubbarp, Smedbacken och Kågeröd ingick, visar att man i trakten mestadels producerade spannmål. År 1651 hade antalet gårdar ökat till 35 och 1699 var befolkningen 218 personer. Söder om byn sträckte den så kallade Tjute hed ut sig, som man utnyttjade som fäladsmark tillsammans med byarna i söder. 
Hässlunda påverkades inte nämnvärt av enskiftet vid 1800-talets början. Kyrkoherden i Hässlunda begärde år 1806 att byns äger skulle läggas i storskifte, men ändrade sig 1808 och begärde istället enskifte. Vid denna tid fanns det i byn en prästgård, ett klockarbol, fyra kronoskattehemman och tolv frälsehemman, varav åtta låg under Bosarps säteri och fyra under Gedsholm. Innehavaren av Gedsholm, Gustaf Tornérhjelm, protesterade dock mot enskiftet, men eftersom denne inte medverkade vid det möte beslutet skulle tas, klubbades skiftet igenom. Efter uppmätningar visade det sig däremot att endast ett fåtal hemman var tvungna att flyttas ut från byn, varför bebyggelsen fortfarande ses väl samlad längs Gamla Tågarpsvägen. 

## Samhället
Större delen av ortens bebyggelse är koncentrerad längs Gamla Tågarpsvägen, strax norr om korsningen med vägen mellan Boserups gård och Frillestad. Vid denna korsning finns ett antal mindre byggnader och en bit norr om dessa står Hässlunda kyrka med den söder därom liggande prästgården. Norr om kyrkan finns den största koncentrationen av bostäder, där Gamla Tågarpsvägen är bebyggd på bägge sidor, mellan två mindre landsvägskorsningar. Norr om den nordligaste av dessa korsningar finns bebyggelsen endast på Gamla Tågarpsvägens västra sida. Samhället utgörs till största delen av villor och gårdsbyggnader, men i kyrkbyn finns även tre skolhus från 1800-talets andra hälft och 1900-talets början. Orten omges av fullåkerbyggd och är mycket öppen ut mot omgivningen med endast ett fåtal områden med tätare växtlighet. I ortens närområde finns ett flertal större gårdar, till exempel Gustavsminne, Hässlunda boställe och Gödstorp. Vid Gödstorp, belägen sydväst om samhället, kan man hitta gamla, väl bevarade statarbostäder som nu används till andra ändamål.